# مديرية الغابات والحزام الأخضر لولاية الجزائر
مديرية الغابات والحزام الأخضر (CFA) هي مؤسسة عمومية جزائرية مسؤولة عن إدارة الغابات في القطاع العاصمي وتعمل تحت إشراف المديرية العامة للغابات ومقرها في الجزائر العاصمة.

## تاريخ
أُنشئت هيئة المحافظة على غابات الجزائر (CFA) بموجب المرسوم رقم 201-95 المؤرخ في 25 يوليو 1995 وأصبحت تعمل تحت الإدارة العامة للغابات (DGF)، بموجب المرسوم رَقْم 333-95 المؤرخ 25 أكتوبر 1995.
تتمثل مهمة الهيئة في تنفيذ مهام تطوير وإدارة وتعزيز وحماية وإدارة الغابات، في إطار سياسة ولاية الجزائر.

## تنظيم

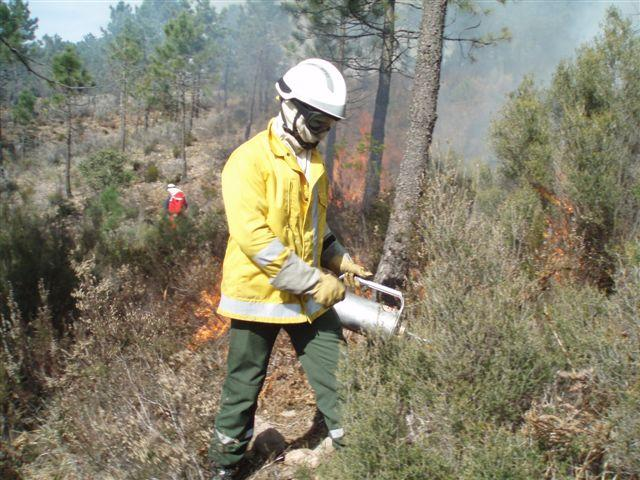
حرس الغابات.

يتم تنظيم هيئة محافظة غابات الجزائر في إدارات ومكاتب، وعددها محدد وفقًا لخصوصية ولاية الجزائر وأهمية المهام التي يتعين القيام بها ولا يمكن أن يتجاوز عدد هذه الخدمات خمسة.
تنقسم الهيئة في الجزائر العاصمة إلى دوائر غابات ومناطق غابات، ويحدد عددها وتنظيمها الداخلي بقرار وزاري.
وهكذا تنقسم عملية الحفاظ على غابات الجزائر العاصمة إلى مناطق ذات اختصاص إقليمي لدائرة إدارية، وإلى مناطق غابات من أجل اختصاص إقليمي للبلدية.

## نشاطات
تشارك مديرية الغابات والحزام الأخضر في عدة أنشطة بولاية الجزائر:
- إعداد تقرير عن الحرائق التي تندلع كل صيف
- إنشاء نظام استجابة فعال وسريع في حالة نشوب حريق
- خلق فرص عمل في الغابات
- توطين السكان في أراضيهم الأصلية
- تطوير غطاء نبات الجزائر[1]

## التراث الغابي
تدير مديرية الغابات والحزام الأخضر لولاية الجزائر أكثر من 130 موقعًا حرجيًا في الإقليم العاصمي ر التي تحتوي على تراث غابات يزيد عن 5000 هكتار، يقع جزء كبير منها في بيئة حضرية وتغطي غابات الجزائر العاصمة مساحة من 300 إلى 600 هكتار.
يهدف إنشاء عدة مواقع حرجية جديدة إلى زيادة نسبة الغطاء النباتي في الجزائر العاصمة كجزء من عملية تزيين المدينة، إن افتتاح هذه المواقع الحرجية الجديدة يجعل من الممكن تخفيف الضغط على الغابات الكبيرة لولاية الجزائر، وهي غابة باينم، بن عكنون، ريغا، سيدي فرج وزرالدة كما تحظى هذه الغابات بشعبية كبيرة بين المواطنين بسبب طبيعتها الترفيهية وثراء تراثها الطبيعي.